# ブドリオ
ブドリオ（伊: Budrio）は、イタリア共和国エミリア＝ロマーニャ州ボローニャ県にある、人口約18,000人の基礎自治体（コムーネ）。ブドゥリオとも表記する。オカリナ発祥の地とされる。

## 地理

### 位置・広がり

#### 隣接コムーネ
隣接するコムーネは以下の通り。
- バリチェッラ
- カステナーゾ
- グラナローロ・デッレミーリア
- メディチーナ
- ミネルビオ
- モリネッラ
- オッツァーノ・デッレミーリア

### 気候分類・地震分類
ブドリオにおけるイタリアの気候分類 (it) および度日は、zona E, 2194 GGである。
また、イタリアの地震リスク階級 (it) では、zona 3 (sismicità bassa) に分類される。

## 行政

### 分離集落
ブドリオには、以下の分離集落（フラツィオーネ）がある。
- Armarolo, Bagnarola, Cento, Dugliolo, Maddalena di Cazzano, Mezzolara, Prunaro, Riccardina, Vedrana, Vigorso